# 1852 год в литературе

## Книги
- «Блитдейл» (The Blithedale Romance) — роман американского писателя Натаниела Готорна.
- «Детство» — повесть Льва Толстого.
- «Диана» — пятиактная драма французского драматурга Эмиля Ожье.
- «Записки охотника» — сборник рассказов Ивана Тургенева.
- «Муму» — рассказ Ивана Тургенева.
- «Книга чудес» (A Wonder Book) — книга американского писателя Натаниела Готорна.
- «Не в свои сани не садись» — пьеса Александра Островского.
- «Постоялый двор» — произведение Ивана Тургенева.
- «Просёлочные дороги» — роман Дмитрия Григоровича.
- «Смедовская долина» — произведение Дмитрия Григоровича.
- «Счастливая женщина» — повесть Евдокии Ростопчиной.
- «Хижина дяди Тома» (англ. Uncle Tom's Cabin) — роман Гарриет Бичер-Стоу (опубликован в 1853).

## Родились
- 2 февраля — Габриелюс Ландсбергис-Жямкальнис (лит. Gabrielius Landsbergis-Žemkalnis), литовский драматург, театральный деятель, публицист (умер в 1916).
- 15 августа — Артур Цапп, немецкий писатель, драматург (умер в 1925).
- 22 сентября — Гюстав Ларрумэ, французский писатель (умер в 1903).
- 11 ноября — Отто Эльстер, немецкий писатель, драматург (умер в 1922).

## Умерли
- (21 февраля) 4 марта — Николай Васильевич Гоголь, русский и украинский писатель, драматург (родился в 1809).
- 24 апреля (12 апреля) — Василий Андреевич Жуковский, русский поэт, переводчик, критик, академик Петербургской Академии Наук (родился в 1783).
- 5 июля — Михаил Николаевич Загоскин, русский писатель и драматург (родился в 1789).
- 14 июля  — Гвидо Гёррес, немецкий писатель, поэт, журналист, редактор, публицист (родился в 1805).